# Шурба, Микеле
Микеле Шурба (род. 27 апреля 1968 г. в г. Палермо, Италия; вырос в г. Ольденбург, Германия) -итальянский правовед, консультант по стратегическому планированию, борец за права человека, журналист, автор книг и публикаций. Является экспертом в области международного права, прав человека, борьбы с отмыванием денег и финансированием терроризма, международного торгового права и государственной администрации. В настоящее время проживает в г. Франкфурт-на-Майне.

## Образование и карьера
После завершения образования по специальности слесарь-механик, Микеле Шурба поступил на факультет философии и конституционного права Академии труда г. Франкфурт-на-Майне. Затем Шурба с отличием закончил учебу в Ливерпульском университете, где получил академическую степень магистра права в области международного экономического права и был удостоен звания Студент года. После этого он защитил докторскую диссертацию (доктор философии) по международному праву и позднее защитил кандидатскую диссертацию по административному праву (Кандидат наук) в Межрегиональной академии управления персоналом Архивная копия от 17 февраля 2020 на Wayback Machine г. Киев. Микеле Шурба состоит в Национальной ассоциации адвокатов Украины Архивная копия от 7 апреля 2020 на Wayback Machine и некоммерческой организации Ассоциация немецкой прессы (АНП).
С 1999 года Шурба является учредителем и директором консалтинговой компании по стратегическому планированию GMVV & Co. GmbH, г. Франкфурт-на-Майне, в рамках которой с участием международных ученых, специализирующихся в различных междисциплинарных областях науки был создан аналитический центр, предоставляющий консультации предприятиям, неправительственным организациям и правительствам. Шурба был членом Европейской обсерватории промышленных отношений (European Industrial Relations Observatory, EIRO), доцентом по промышленной и производственной политике и референтом Правления по принципиальным вопросам в области промышленной политики при Федеральном Правлении Профсоюза немецких служащих.
В рамках своей профессиональной деятельности Шурба проводил консультации различных правительственных организаций по вопросам экономического развития; в частности, в 2008 году он принял участие в Конференции высокого уровня по мировой продовольственной безопасности Продовольственной и сельскохозяйственной организации ООН (Food and Agriculture Organisation, FAO) в Риме. В 2017 году Шурба был членом направленной в Украину делегации Комитета Бундестага по правам человека и гуманитарной помощи Архивная копия от 28 марта 2020 на Wayback Machine.
Микеле Шурба написал несколько книг, а также ряда статей в различных научных журналах, в частности, в European Journal of Crime, Criminal Law and Criminal Justice и Visegrad Journal on Human Rights Архивная копия от 23 февраля 2020 на Wayback Machine. Кроме этого, он работает журналистом, сотрудничая с немецкими и международными СМИ, в частности, с Journal Frankfurt и украинской газетой Kyiv Post, и колумнистом в международном журнале Impakter Архивная копия от 23 февраля 2020 на Wayback Machine, где публикуются его эссе на юридические и общественно-правовые темы.

## Аналитический центр
Аналитический центр GMVV & Co. GmbH в г. Франкфурт-на-Майне, основанный Микеле Шурбой в 1999 году, проводит исследования в различных научных сферах, в частности, в области прав человека, международного права, европейского и международного торгового права, предотвращения отмывания денег и финансирования терроризма, регулирования финансовых рынков, международных отношений, защиты окружающий среды и животных, фармакологии и медицины. GMVV Research специализируется на анализе и разработке стратегий по комплексным и зачастую сильно политизированным вопросам. Аналитический центр GMVV сотрудничает по всему миру со многими университетами, правительствами и неправительственными организациями. Команда ученых Аналитического центра специализируется на различных международных и междисциплинарных областях науки.

## Публикации (перечень)

### Книги
- (With Sarah Schuster) Captain Paul Watson Interview: You Can’t Destroy a Movement (upd. and expand. new edition, Edition Faust 2021). ISBN 978-3945400951
- (With Sarah Schuster) Captain Paul Watson Interview: Eine Bewegung kann man nicht zerstören (upd. and expand. new edition, Edition Faust 2021). ISBN 978-3945400944
- (With Sarah Schuster) ‘Kaleidoskop der Möglichkeiten: Thomas Draschans avantgardistische Kompositionen’ in: Draschan T, Thomas Draschan: Collagen und Filme (Edition Faust 2021). ISBN 978-3945400920
- The Incompatibility of Global Anti-Money Laundering Regimes with Human and Civil Rights: Reform Needed? (Nomos 2019). ISBN 978-3848761890
- Implementation of State Anti-Corruption and Anti-Money Laundering Policy in the EU Member States: Models for Improving Public Administration in the Ukraine (Edition Faust Academic 2018). ISBN 978-3945400685
- Anti-Money Laundering State Mechanisms: International Experiences, Current Issues and Future Challenges (Edition Faust Academic 2018). ISBN 978-3945400555
- (With Sarah Schuster) You Can’t Destroy a Movement: Interview with Captain Paul Watson. (Edition Faust 2016). ISBN 978-3945400340
- (With Sarah Schuster) Eine Bewegung kann man nicht zerstören: Michele Sciurba und Sarah Schuster im Gespräch mit Captain Paul Watson (Edition Faust 2016). ISBN 978-3945400388
- «Occupy — eine Bewegung, die keine sein dürfte» in: Michele Sciurba (Hrsg.): Occupy — New York, Frankfurt: Eine Bewegung, die keine sein dürfte (B3-Verlag 2012). ISBN 978-3943758702
- «Vorwort» in: Michele Sciurba (Hrsg.): Ankalina Dahlem: Die Sehnsucht hat der Blitz getroffen: Mit einer Prosafantasie von Alban Nikolai Herbst (B3-Verlag 2012). ISBN 978-3943758726

### Академические журналы
- The Heart of Know Your Customer Requirements: The Discriminatory Effect of AML and CTF Policies in Times of Counter-Terrorism in the UK (2018) 26(3) European Journal of Crime, Criminal Law and Criminal Justice 222.
- Analysis of the Public Regulation Issues in Implementing Mechanisms to Fight Money Laundering: International and Domestic Experiences (2018) 1(12) Ukrainian Assembly of Doctors of Sciences in Public Administration 236.
- Cooperation of International Institutions on Public Policy Formation for the Prevention of Money Laundering (2018) 1(11) Ukrainian Assembly of Doctors of Sciences in Public Administration 321.
- Development of Human Rights in Times of Terrorism (2017) 6 Visegrad Journal on Human Rights 246.
- The Impact of Corruption in Developing Countries by the Examples of Brazil and Equatorial Guinea (2017) 5 Visegrad Journal on Human Rights 216.
- The End of Privacy for EU Citizens: A Closer Look at the Fourth Anti-Money Laundering Directive (2017) 3(54) Scientific Works of IAPM 86.

### Конференции
- Twenty-Fourth Economic-Legal Discussions Conference «Scientific Works of the IAPM»; Киев, Украина (28 февраля 2018 г.). Микеле Шурба: The Compatibility of Anti-Money Laundering Regimes with Human and Civil Rights in the US and EU (2018).
- International Scientific and Practical Conference «The Role of Law in Civil Society» of the Center for Legal Research; Киев, Украина (9-10 февраля 2018 г.). Микеле Шурба: Restrictions of Human Rights under the New International Security Architecture (2018) Міжнароднa науково-практичну конференцію «Роль права та закону в громадянському суспільстві» 98.
- International Scientific and Practical Conference «The State and Law in the Context of Globalization: Realities and Perspectives» Dnipro, Ukraine (2-3 февраля 2018 г.): Микеле Шурба: The New Role of International Law in Domestic Governance (2018) Міжнародна НАУКОВО-ПРАКТИЧНА КОНФЕРЕНЦІЯ «Держава і право в умовах глобалізації: реалії та перспективи» 98.
- International Scientific and Practical Conference «Scientific Works of the IAPM»; Kiew, Ukraine (2 декабря 2016 г.). Michele Sciurba: Admissible and Inadmissible Subsidies under WTO Law (2016) 2(12) Scientific Works of the IAPM 154.
- «High Level Conference on World Food Security: The Challenges of Climate Change and Bio Energy» of the Food and Agriculture Organization of the United Nations; Рим, Италия (3-5 июня 2008 г.).

### Эссе и колонки
- The New Globalism: The Neoliberalist Roots of Today's Global Crises (Impakter, 6 мая 2020 r.) https://impakter.com/the-new-globalism-the-neoliberalist-roots-of-todays-global-crises/ Архивная копия от 26 января 2021 на Wayback Machine
- The Treat to Human Rights Posed by Anti-Terrorist Laws after 9/11 (Impakter, 17 декабря 2019 г.) https://impakter.com/the-threat-to-human-rights-posed-by-anti-terrorist-laws-after-9-11/ Архивная копия от 1 января 2020 на Wayback Machine.
- Die Aushöhlung von Menschenrechten durch Antiterrorgesetze seit 9/11 (Faust Kultur, 19 ноября 2019 г.) https://faustkultur.de/4099-0-Die-Aushoehlung-von-Menschenrechten-durch-Antiterrorgesetze-seit-911.html Архивная копия от 25 сентября 2020 на Wayback Machine.
- The Universal Validity of Human Rights (Impakter, 13 ноября 2019 г.) https://impakter.com/the-universal-validity-of-human-rights/ Архивная копия от 18 декабря 2019 на Wayback Machine.
- Die universelle Gültigkeit von Menschenrechten: Essays zum Völkerrecht Teil 1 (Faust Kultur, 29 октября 2019 г.) https://faustkultur.de/4080-0-Essay-Die-universelle-Gueltigkeit-von-Menschenrechten.html (недоступная+ссылка).
- Back to Torture: The Karimov Legacy (Impakter, 27 января 2017 г.) http://impakter.com/islam-karimov-legacy-back-torture-abkar-abdullaev/ Архивная копия от 18 декабря 2019 на Wayback Machine.
- Refugees in Europe: The Anatomy of a Global Crisis (Impakter, 5 апреля 2016 г.) http://impakter.com/refufees-in-europe-anatomy-of-a-global-crisis/ Архивная копия от 18 декабря 2019 на Wayback Machine.
- The Paris Attacks: What They Really Mean (Impakter, 30 ноября 2015 г.) http://impakter.com/the-paris-attacks-what-they-really-mean/ Архивная копия от 18 декабря 2019 на Wayback Machine.
- Europe’s Flight from the Refugee Crisis (Impakter, 10 ноября 2015 г.) http://impakter.com/europes-flight-refugee-crisis/ Архивная копия от 29 октября 2020 на Wayback Machine.

### Газета
- Interpol Confirms Innocence of Politically Persecuted Akbar Abdullaev (Kyiv Post, 11 мая 2017 г.) https://www.kyivpost.com/article/opinion/op-ed/michele-sciurba-interpol-confirms-innocence-politically-persecuted-akbar-abdullaev.html Архивная копия от 24 мая 2017 на Wayback Machine.
- Ukraine’s Travesty of Justice in Case of Akbar Abdullaev (Kyiv Post, 7 мая 2017 г.) https://www.kyivpost.com/article/opinion/op-ed/michele-sciurba-ukraines-travesty-justice-case-akbar-abdullaev.html Архивная копия от 19 мая 2017 на Wayback Machine.
- Extradition Case of Akbar Abdullaev Takes Ominous Turn (Kyiv Post, 21 февраля 2017 г.) https://www.kyivpost.com/article/opinion/op-ed/michele-sciurba-extradition-case-akbar-abdullaev-takes-ominous-turn.html Архивная копия от 20 января 2018 на Wayback Machine.
- Akbar Abdullaev is Ukraine’s Test Case on Path to EU (Kyiv Post, 19 февраля 2017 г.) https://www.kyivpost.com/article/opinion/op-ed/michele-sciurba-akbar-abdullaev-ukraines-test-case-path-eu.html Архивная копия от 4 марта 2017 на Wayback Machine.
- (With Sarah Schuster) Hier bin ich geboren (Journal Frankfurt, 30 августа 2016 г.) http://www.journal-frankfurt.de/journal_news/Panorama-2/Ardi-Goldman-Frankfurt-und-die-CargoCity-Sued-Hier-bin-ich-geboren-27746.html Архивная копия от 6 ноября 2016 на Wayback Machine.

### Редакторская деятельность
- Sandmann: Nach E.T.A. Hoffmanns «Sandmann», adaptiert von Dacia Palmerino und gezeichnet von Andrea Grosso Ciponte (Edition Faust 2018). ISBN 978-3945400036
- Schimmelreiter: Nach Theodor Storms «Schimmelreiter», adaptiert von Dacia Palmerino und gezeichnet von Andrea Grosso Ciponte (Edition Faust 2018). ISBN 978-3945400470
- Marquise von O….: Nach Kleists «Marquise von O….», adaptiert von Dacia Palmerino und gezeichnet von Andrea Grosso Ciponte (Edition Faust 2015). ISBN 978-3945400098
- Schloss Otranto: Nach Walpoles «The Castle of Otranto», adaptiert von Dacia Palmerino und gezeichnet von Andrea Grosso Ciponte (Edition Faust 2015). ISBN 978-3945400210
- «Otium»: Lyrik und Prosa der Gegenwart: Auswahl — Best of 2009—2015: What We Did Before We Became Sellout Bitches (Edition Faust 2016). ISBN 978-3945400357
- Geisterseher: Nach Schillers «Geisterseher», adaptiert von Dacia Palmerino und gezeichnet von Andrea Grosso Ciponte (Edition Faust 2014). ISBN 978-3945400043
- Ankalina Dahlem: Die Sehnsucht hat der Blitz getroffen: Mit einer Prosafantasie von Alban Nikolai Herbst (B3-Verlag 2012). ISBN 978-3943758726
- Occupy — New York, Frankfurt: Eine Bewegung, die keine sein dürfte (B3-Verlag 2012). ISBN 978-3943758702

## Филантропическая деятельность
В 2010 году Микеле Шурба основал галерею искусств Art Virus. В 2014 году им совместно с Вернером Остом была учреждено издательство Edition Faust. Некоммерческий Культурный фонд Фауста под руководством Уллы Байерль, управляемый компанией Faust Kultur GmbH, основанной Шурбой в 2014 году совместно с Art Virus и Вернером Остом, оказывает поддержку культуре, искусству, литературе и музыке, и предоставляет в распоряжение авторов культурный портал Faust Kultur. В сотрудничестве с Instituto Cervantes и Institut français Шурба был ведущим различных общественно-критических некоммерческих мероприятий на тему миграции и дискриминации, и, в частности, провел подиумную дискуссию «Преобразование города: Европейская литература как общественная критика» на Франкфуртской книжной ярмарке в 2014 году с участием Янника Хенеля, Николо Бассетти и испанского коллектива архитекторов «Басурама». В первую очередь, Шурба поддерживает проекты, направленные на защиту культурного многообразия и укрепление демократических ценностей, такие как выставка с публикацией книги Occupy — New York, Frankfurt: Eine Bewegung, die keine sein dürfte, привлекшая в 2012 году внимание всей Германии, и 2014 выставка с подиумной дискуссией La Frontera: Мексиканско-американская граница и ее деятели культуры, вызвавшая большой международный резонанс, в частности, в газетах Frankfurter Allgemeinen Zeitung, Vanguardia Mexico и New York Times. Начиная с 2018 года, Шурба поддерживает проект Textland. Made in Germany, в рамках которого авторы с миграционным фоном, находящиеся под влиянием различных идентичностей и воспоминаний, укрепляют разнообразие немецкого литературного ландшафта. В своих речах, общественных выступлениях и колонках Микеле Шурба затрагивает тему собственного миграционного фона и активно выступает против расизма, антисемитизма, антицыганизма и дискриминации. В 2014 году Шурба организовал Салонный вечер Art Virus, в рамках которого немецкие и международные музыканты и авторы дают концерты, в том числе, при сотрудничестве с Камерной оперой Франкфурта-на-Майне, читают лекции, встречаются и обмениваются мнениями по вопросам культуры. Кроме этого, Микеле Шурба является членом-спонсором Франкфуртской художественной ассоциации.